# Gurre
Gurre är en ort i Region Hovedstaden i Danmark. Den ligger på nordöstra Själland, 5 km väster om Helsingör och 40 km norr om Köpenhamn. Gurre ligger 39 meter över havet. Orten hade 421 invånare år 2018.
Omkring en kilometer österut om byn och utmed Gurrevej mot Helsingör ligger Gurre Kirke. Omkring en kilometer västerut och utmed Gurrevej mot Tikøb ligger slottet Gurrehus och ruinen av den medeltida kungaslottet Gurre slott. I byns västra utkanter ligger Sankt Jakobs kapell. Av den enskeppiga kyrkan, som var 35 x 16 meter stor, återstår endast grundstenarna. Den var sannolikt samtida med Gurre slott, kan ha fungerat som slottskapell och övergavs sannolikt i samband med reformationen. Nordväst om byn ligger sjön Gurre Sø och skogen Gurre Vang. 

## Galleri

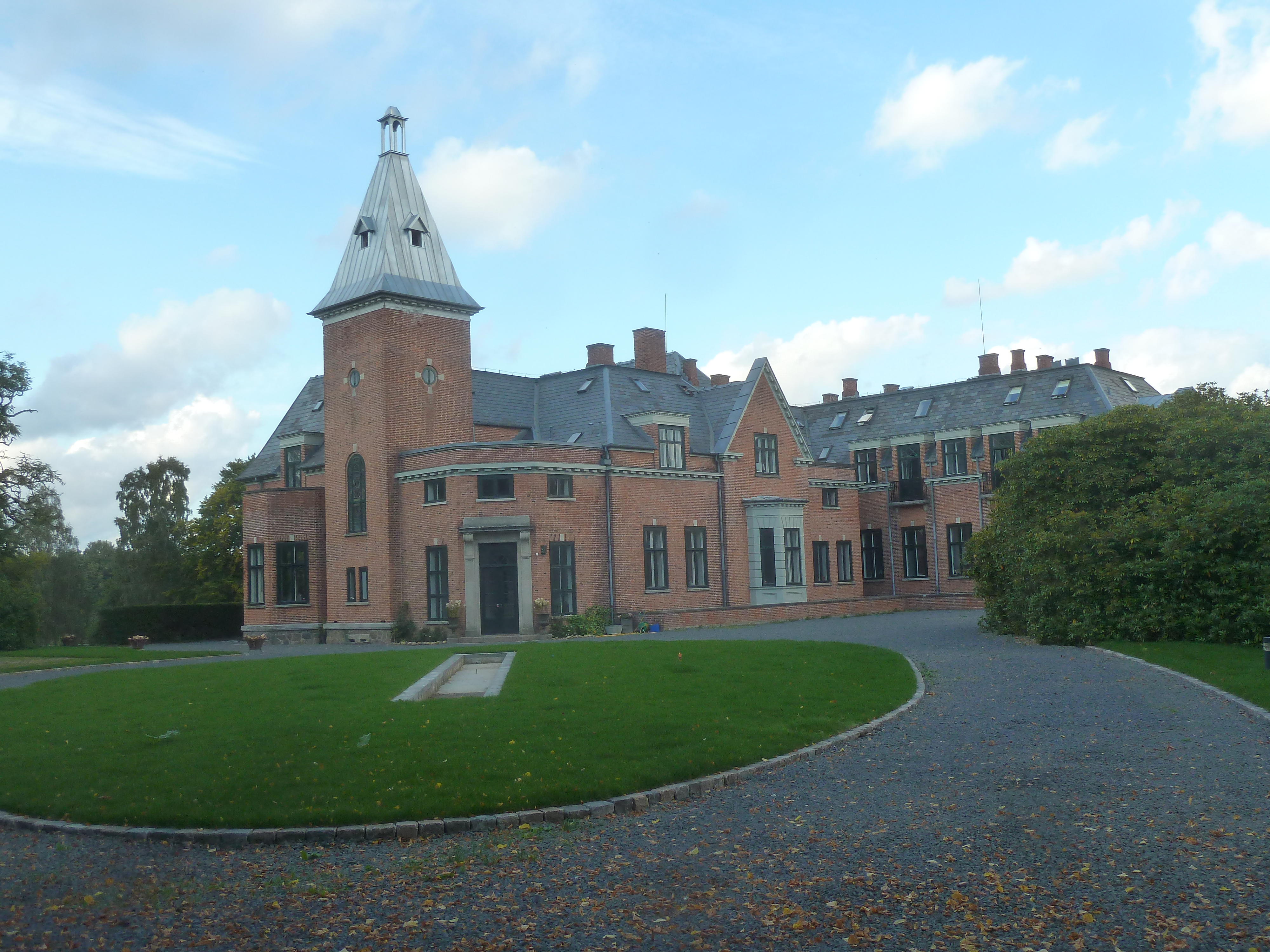
Gurrehus
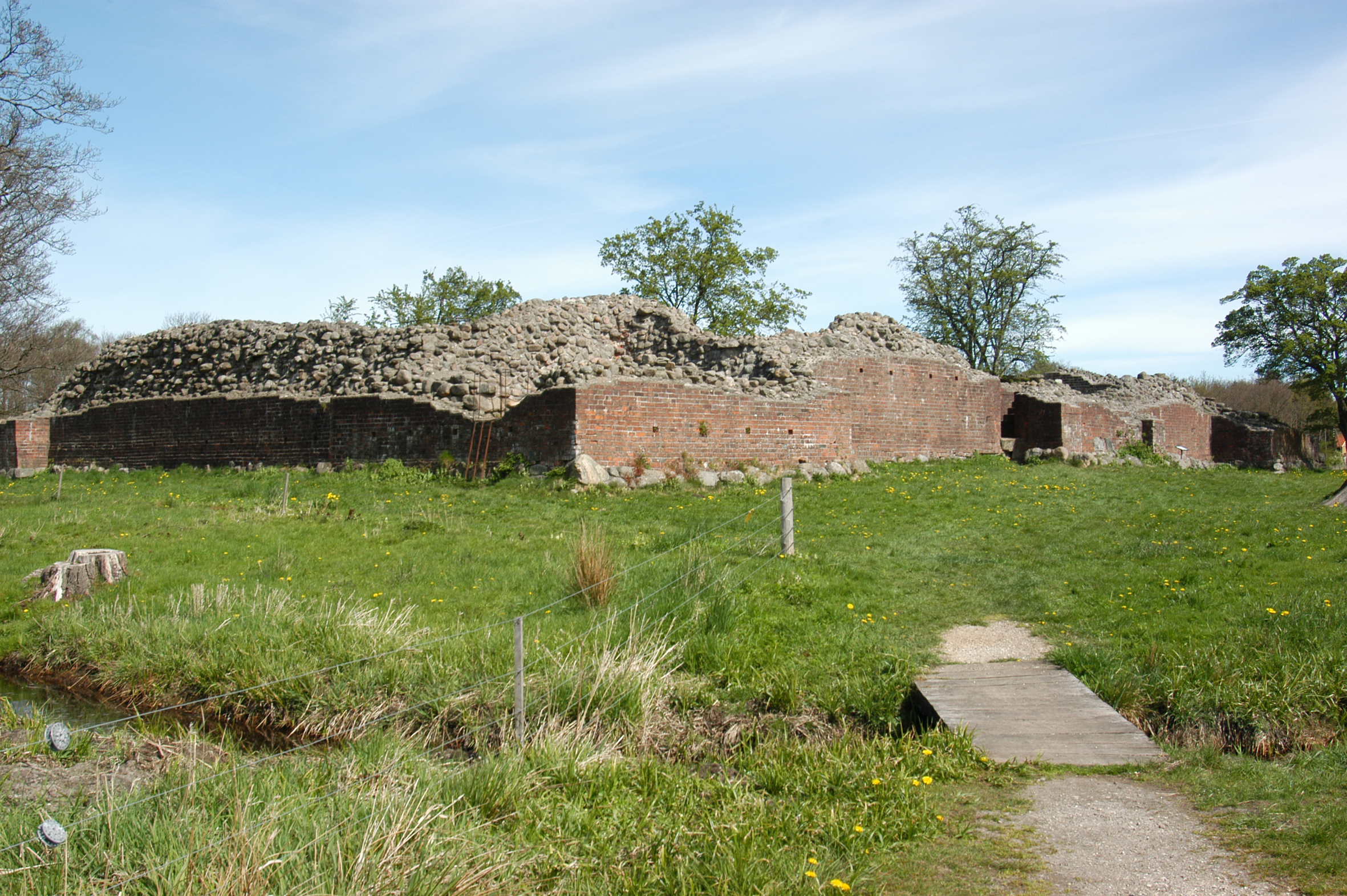
Gurre slott
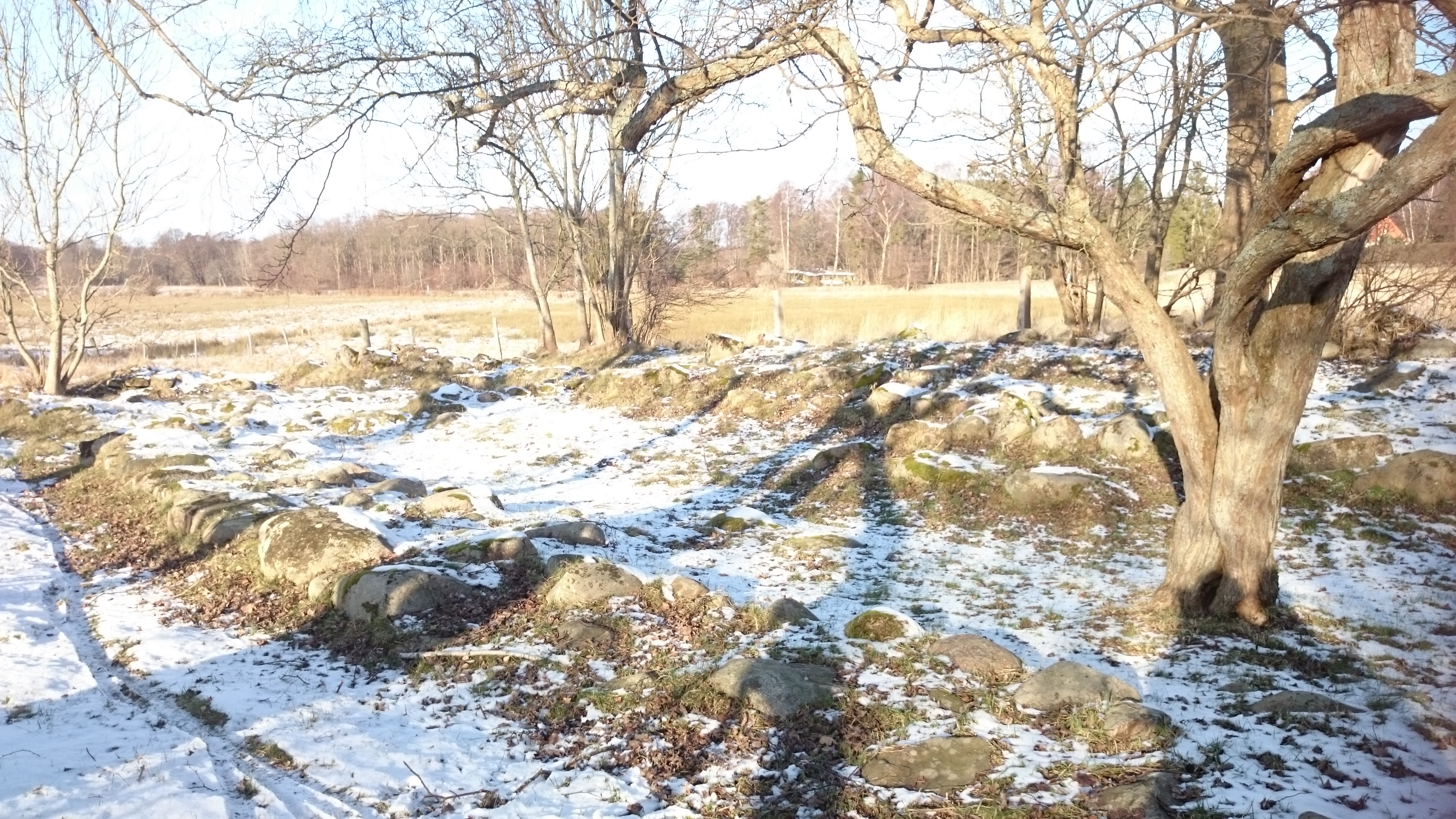
Grunden efter det medeltida Sankt Jakobs kapell.